# Guillermo Luis Ortiz
Guillermo Luis Ortiz (Rosario, 9 agosto 1992) è un calciatore argentino, difensore del Colón (SF) in prestito dal Godoy Cruz.

## Caratteristiche tecniche
È un difensore centrale.

## Carriera
Cresciuto nelle giovanili del Newell's Old Boys, ha esordito in prima squadra il 29 novembre 2011 in occasione del match di Copa Argentina perso ai rigori contro il Patronato.

## Statistiche

### Presenze e reti nei club
Statistiche aggiornate al 13 marzo 2018.
| Stagione        | Squadra           | Campionato      | Campionato | Campionato | Coppe nazionali | Coppe nazionali | Coppe nazionali | Coppe continentali | Coppe continentali | Coppe continentali | Altre coppe | Altre coppe | Altre coppe | Totale | Totale | Totale |
| Stagione        | Squadra           | Comp            | Pres       | Reti       | Comp            | Pres            | Reti            | Comp               | Pres               | Reti               | Comp        | Pres        | Reti        | Pres   | Reti   |        |
| --------------- | ----------------- | --------------- | ---------- | ---------- | --------------- | --------------- | --------------- | ------------------ | ------------------ | ------------------ | ----------- | ----------- | ----------- | ------ | ------ | ------ |
| 2011-2012       | Newell's Old Boys | PD              | 9          | 0          | CA              | 1               | 0               |                    | -                  | -                  |             | -           | -           | 10     | 0      |        |
| 2012-2013       | Newell's Old Boys | PD              | 7          | 0          | CA              | 1               | 0               | CL                 | 0                  | 0                  |             | -           | -           | 8      | 0      |        |
| 2013-2014       | Newell's Old Boys | PD              | 17         | 0          | CA              | 1               | 0               | CL                 | 1                  | 0                  |             | -           | -           | 19     | 0      |        |
| 2014            | Newell's Old Boys | PD              | 6          | 0          |                 | -               | -               |                    | -                  | -                  |             | -           | -           | 6      | 0      |        |
| Totale Newell's | Totale Newell's   | Totale Newell's | 33         | 0          |                 | 3               | 0               |                    | 1                  | 0                  |             | -           | -           | 37     | 0      |        |
| 2015            | Aldosivi          | PD              | 22         | 1          | CA              | 1               | 0               |                    | -                  | -                  |             | -           | -           | 23     | 1      |        |
| 2016            | Aldosivi          | PD              | 13         | 0          | CA              | 1               | 0               |                    | -                  | -                  |             | -           | -           | 14     | 0      |        |
| Totale Aldosivi | Totale Aldosivi   | Totale Aldosivi | 35         | 1          |                 | 2               | 0               |                    | -                  | -                  |             | -           | -           | 37     | 1      |        |
| 2016-2017       | Colón (SF)        | PD              | 27         | 1          | CA              | 1               | 0               |                    | -                  | -                  |             | -           | -           | 28     | 1      |        |
| 2017-2018       | Colón (SF)        | PD              | 17         | 2          | CA              | 0               | 0               | CS                 | 2                  | 0                  |             | -           | -           | 19     | 2      |        |
| Totale carriera | Totale carriera   | Totale carriera | 112        | 4          |                 | 6               | 0               |                    | 3                  | 0                  |             | -           | -           | 121    | 4      |        |